# حديقة 21 مارس (مشروع)
مشروع حديقة 21 مارس 2011 هو مشروع لحديقة عامة في شمال العاصمة اليمنية صنعاء، لم يبدأ تنفيذه بعد، ومن المتوقع إنشاء الحديقة في المقر السابق ل«للفرقة الأولى مدرع» في الجيش اليمني، التي تم إلغائها، وبعد فترة من إلغاء الفرقة، استخدم المكان كمقر لقيادة المنطقة العسكرية السادسة، وفي 20 سبتمبر 2014 بعد اشتباكات واسعة، أقتحم مسلحون تابعون لجماعة الحوثيين المقر وسيطروا عليه.

## التسمية
سبب تسميتها بهذا الأسم هو تاريخ إعلان قائد الفرقة اللواء علي محسن الأحمر تأييدة لثورة الشباب اليمنية خلال الانتفاضة الشعبية ضد حكم علي عبد الله صالح.

## انشائها
صدر قرار رئاسي في 10 أبريل 2013 بإنشائها في مقر الفرقة الأولى مدرع بصنعاء وهو تشكيل عسكري في الجيش اليمني تم إلغائه في 19 ديسمبر 2012 ودمج وحداته في الجيش.